# Joel Przybilla
Joel Przybilla, né le 10 octobre 1979 à Monticello au Minnesota, est un joueur américain de basket-ball évoluant au poste de pivot.

## Biographie
Il est choisi en neuvième position lors de la Draft 2000 de la NBA par les Rockets de Houston, qui le transfèrent aux Bucks de Milwaukee. Dans le Wisconsin, il peaufine son jeu, à base de rebonds, de contres et de défense dure. En février 2004, il est transféré aux Hawks d'Atlanta, où il finit la saison avant de devenir agent libre. À l'été 2004, il s'engage avec les Trail Blazers de Portland, avec qui il signe un nouveau contrat de longue durée l'année suivante. Aujourd'hui, il apporte expérience et combativité dans un effectif jeune et parfois jugé trop « gentil ».
En février 2011, il est envoyé aux Bobcats de Charlotte dans le cadre de l'échange avec Gerald Wallace. Un an après il revient aux Blazers.

## Records sur une rencontre en NBA
Les records personnels de Joel Przybilla en NBA sont les suivants, :
| Record de la franchise |

| Type de statistique        | Saison régulière | Saison régulière          | Saison régulière | Playoffs | Playoffs             | Playoffs      |
| Type de statistique        | Record           | Adversaire                | Date             | Record   | Adversaire           | Date          |
| -------------------------- | ---------------- | ------------------------- | ---------------- | -------- | -------------------- | ------------- |
| Points                     | 19               | 2 fois                    | 2 fois           | 8        | Rockets de Houston   | 18 avril 2009 |
| Paniers marqués            | 8                | 6 fois                    | 6 fois           | 4        | Rockets de Houston   | 18 avril 2009 |
| Paniers tentés             | 16               | @ Rockets de Houston      | 16 mars 2005     | 8        | Rockets de Houston   | 18 avril 2009 |
| Paniers à 3 points réussis | -                | -                         | -                | -        | -                    | -             |
| Paniers à 3 points tentés  | 1                | 3 fois                    | 3 fois           | -        | -                    | -             |
| Lancers francs réussis     | 6                | 3 fois                    | 3 fois           | 2        | Rockets de Houston   | 21 avril 2009 |
| Lancers francs tentés      | 10               | @ Pistons de Détroit      | 21 janvier 2002  | 4        | Rockets de Houston   | 21 avril 2009 |
| Rebonds offensifs          | 10               | 2 fois                    | 2 fois           | 6        | @ Rockets de Houston | 30 avril 2009 |
| Rebonds défensifs          | 18               | @ Clippers de Los Angeles | 22 mars 2008     | 7        | @ Rockets de Houston | 26 avril 2009 |
| Rebonds totaux             | 26               | @ Clippers de Los Angeles | 22 mars 2008     | 12       | @ Rockets de Houston | 26 avril 2009 |
| Passes décisives           | 4                | 7 fois                    | 7 fois           | 4        | Rockets de Houston   | 28 avril 2009 |
| Interceptions              | 3                | 4 fois                    | 4 fois           | 2        | Rockets de Houston   | 28 avril 2009 |
| Contres                    | 9                | @ SuperSonics de Seattle  | 2 avril 2006     | 5        | @ Rockets de Houston | 30 avril 2009 |
| Balles perdues             | 6                | Wizards de Washington     | 25 mars 2008     | 2        | Rockets de Houston   | 21 avril 2009 |
| Minutes jouées             | 44               | @ Bucks de Milwaukee      | 12 décembre 2009 | 38       | Rockets de Houston   | 21 avril 2009 |

- Double-double : 37
- Triple-double : 0